# Margites mussardi
Margites mussardi är en skalbaggsart som beskrevs av Pierre Lepesme och Stefan von Breuning 1956. Margites mussardi ingår i släktet Margites och familjen långhorningar. Inga underarter finns listade i Catalogue of Life.